# Clethrobius dryobius
Clethrobius dryobius är en insektsart. Clethrobius dryobius ingår i släktet Clethrobius och familjen långrörsbladlöss. Inga underarter finns listade i Catalogue of Life.